# Capivara (Santa Fé)
Capivara (Argentina) é uma comuna da província de Santa Fé, na Argentina.